# Murgești (gmina)
Murgești – gmina w Rumunii, w okręgu Buzău. Obejmuje miejscowości Batogu, Murgești i Valea Ratei. W 2011 roku liczyła 966 mieszkańców.